# Thomas Tankred Tabbert

Video-Installation „Eyeball“ von Tankred Tabbert über der Hamburger Reeperbahn im Juli 2015

Thomas Tankred Tabbert (* 1968) ist ein deutscher Medienwissenschaftler, Publizist und Konzeptkünstler.

## Leben und Werk
Tabbert studierte an der Freien Kunstschule Nürtingen sowie der Universität Stuttgart und war zunächst als Kunstkritiker tätig. Für seine Ausstellungsberichte und Interviews, unter anderem mit Timm Ulrichs, Yoko Tawada, Richard Wentworth oder Franz Erhard Walther, wurde er 1999 für den ersten Preis für Kunstkritik der Arbeitsgemeinschaft deutscher Kunstvereine nominiert.
Nach seiner Promotion als Stipendiat der Landesgraduiertenförderung Baden-Württemberg über künstliche Menschen in Literatur und Technik an der Universität Stuttgart war er Mitbegründer und bis 2013 Leiter des Hamburger Instituts für Artifizialanthropologie. Ferner lehrte er unter anderem an der Universität Hamburg, der Hochschule für Angewandte Wissenschaften Hamburg (HAW), der Hochschule Bremen University, der Filmakademie Baden-Württemberg sowie der Akademie für Technikfolgenabschätzung Baden-Württemberg und war ferner assoziiertes Mitglied des DFG-Graduiertenkollegs „Bild-Körper-Medium“ an der Staatlichen Hochschule für Gestaltung Karlsruhe sowie Mitglied des Forschungs-Clusters „Postmediale Wirklichkeiten“ an der Hochschule Furtwangen University.
In seiner Dissertation begründete er die sogenannte „Artifizialanthropologie“, bei der es um eine Überwindung der Trennung zwischen den „zwei Kulturen“ zur interdisziplinären Erforschung des Phänomens künstlicher Menschen in kultureller wie technischer Hinsicht geht. Die Arbeit legte erstmals eine Klassifikation künstlicher Menschen vor, die sowohl in den Natur- als auch in den sogenannten Geisteswissenschaften anwendbar ist. Zahlreiche Veröffentlichungen zum Thema künstliche Menschen, virtuelle Realitäten und Fragen der künstlichen Intelligenz folgten, darunter eine Monographie über Oswald Wieners „bio-adapter“ aus dessen „Die Verbesserung von Mitteleuropa, Roman“, die erste deutschsprachige Monographie über den amerikanischen Science-Fiction-Schriftsteller und Drehbuchautor William Gibson sowie die erste deutschsprachige Monographie über Philip K. Dicks einflussreichen Roman „Do Androids Dream of Electric Sheep?“.
Als Konzept- und Medienkünstler bilden die Themen Meinungsfreiheit, Freiheit des Individuums, die Materialität von Kommunikation, die Besonderheiten und Wirkungsweisen medial vermittelter Kommunikation, eine sozialkritische Darstellung der Gegenwart sowie eine kritische Reflexion des „Betriebssystems“ Kunst die Schwerpunkte seiner Arbeiten.
Bundesweit bekannt wurde im Sommer 2015 seine Video-Installation „Eyeball“ über den Dächern der Hamburger Reeperbahn, bei der ein zwölf Quadratmeter großer Augapfel die Besucher der Reeperbahn Tag und Nacht betrachtete. Aufgrund des Ortes der Video-Installation und der damaligen Zeitumstände wurde die Arbeit zu einem Appell gegen die unfreiwillige staatliche Überwachung der Bevölkerung. Aufgrund der hohen Besucherzahlen der Reeperbahn während der Sommermonate wurde die Arbeit während des Ausstellungszeitraums von fast vier Millionen Menschen gesehen.
Im gleichen Jahr veröffentlichte der Künstler unter dem Titel „Se ipsum II – Der Künstler als Täter“ ein Manifest zur Kunstfreiheit, das die Kunstfreiheit absolut setzt und den Künstler als Täter im Sinne eines Handelnden versteht. Der in diesem Manifest postulierte Begriff von Kunstfreiheit geht dabei erheblich über den im Grundgesetz verankerten Begriff von Kunstfreiheit hinaus und wurde aus diesem Grund kontrovers diskutiert. 2017 stellte Tabbert das Manifest auf der documenta 14 vor.
Weitere bundesweite Aufmerksamkeit fand im März 2016 sein Projekt „Hurenherzen“, bei dem der Künstler Sexarbeiterinnen aus seiner Wahlheimat Hamburg bat, ihm ein rotes Herz in seinen Skizzenblock zu zeichnen. Das Konzept ging davon aus, dass ein solches gezeichnetes Herz hinsichtlich seiner Urheberin ebenso individuell und aussagekräftig sei wie eine Unterschrift. Die Arbeit fragte auf diese Weise nach dem Menschen hinter der sozialen Rolle der Prostituierten, aber auch nach den Wünschen, Projektionen und Erwartungen der Freier. Die „Hurenherzen“ repräsentieren mit der Bandbreite ihrer möglichen Bedeutungen dabei das entsprechende Spannungsfeld zwischen abstraktem Symbol, emotions- und inhaltslosem Klischee oder auch echter Liebesbotschaft.
Ebenfalls im Jahr 2016 erhielt Tabbert eine Einladung zur Manifesta 11 für die Arbeit „Staubtaler“, die seine Arbeiten auch international bekannt machte. Die Objekte der 90-teiligen Serie bestehen aus Talern aus handgeformtem Staub im Durchmesser von 49 Millimetern. Die Zen-buddhistisch inspirierte Arbeit will die Illusionshaftigkeit einer materialistischen Weltsicht anschaulich machen, insbesondere vor dem Hintergrund der Funktionalisierung zeitgenössischer Kunst als Spekulationsobjekt im Rahmen einer profitorientierten Wertschöpfungskette. Indem die Arbeit gleichzeitig ein lehrbuchhaftes, ins Extrem getriebene Musterbeispiel einer Wertschöpfungskette darstellt, die sich bei aller ironischen Absicht tatsächlich als erstklassiges Spekulationsobjekt eignet, referieren die „Staubtaler“ auf ältere Vorbilder, vornehmlich Piero Manzonis „Merda d’artista“. Insbesondere im Fall einer Versteigerung der „Staubtaler“ lässt sich der Umschlag eines Anti-Wertobjekts in ein Wertobjekt ebenso beobachten wie das Kollidieren der damit verbundenen Diskurse.

## Ausstellungen (Auswahl)
- 2024: „Parallele Leben - was wäre gewesen, wenn …?“, Museum zur Geschichte von Christen und Juden, Laupheim
- 2022: „Hurenherzen“, Wilhelmsburg, Ulm
- 2022: „Gesten/Gesti“, Blackbox Poesie 7, Hamburg
- 2022: „Schwule Nazis“, Kunstverein 68elf, Köln
- 2021: „Neuwerteschöpfung“, Galerie G143, Hamburg
- 2021: „Parthenon der verbotenen Videos“, 23. altonale, Hamburg
- 2020: „Joseph Beuys spielt Final Fantasy IV“, Neustadt Kulturfestival, Hamburg
- 2020: „SUMMA“, 22. altonale, Hamburg
- 2020: „Gewalt-Staat-Ästhetik“, Kunstklinik, Hamburg
- 2020: „Traccia/Spuren“, Museumsschiff Cap San Diego, Hamburg
- 2019: „Adolf Hitler weint/Gerhard Schröder weint/ Angela Merkel weint/Larry Page weint/Larry Fink weint/Kevin Sneader weint“, „Lochschwager“, Nachtspeicher 23 e.V., Hamburg
- 2019: „Kunst ist ausverkauft“, Hinterconti, Hamburg
- 2019: „Konsumentenlandschaft“, Kunstklinik, Hamburg
- 2018: „Bitsmoney“, 23. Kottwitzkeller, Hamburg
- 2017: „Tankred sagt:…“, Plakat-Aktion, Voßstraße, Berlin
- 2017: „Tankreds Liebesmobil“, Aktion, Hamburg
- 2017: „Der Künstler als Täter“, documenta 14
- 2016: „Gefühle/Feelings“, Aktion, Staatsgalerie Stuttgart
- 2016: „Super-Serien-Special“, Einzelausstellung, Künstlerhaus Spektrum, Göppingen
- 2016: „Staubtaler“, Manifesta 11
- 2016: „Das Ariadne-Projekt“, Ausstellungsbeteiligung im Rahmen der Ausstellung der internationalen Einreichungen zum offenen Kunstwettbewerb „Mitte in der Pampa“ – Kunst im Untergrund, Station urbaner Kulturen, neue Gesellschaft für bildende Kunst Berlin*
- 2016: „Hurenherzen“, Einzelausstellung, Galerie ZustandsZone, Hamburg
- 2015: Video-Installation „Eyeball“ über der Hamburger Reeperbahn
- 2015: Aktion/Performance „1.814.597“, Kunsthalle Hamburg
- 2015: „Orte, an denen ich pisste“, Einzelausstellung, Bedürfnisanstalt Hamburg
- 2014: „Die Gedanken sind frei“, Aktion/Performance Reinbek b. Hamburg

## Publikationen
Als Künstler:
- A Short History of Procrastination, Katalog, Artislife Press Hamburg, Hamburg 2021, ISBN 978-3-9821890-7-9.
- Last Supper, Katalog, Artislife Press Hamburg, Hamburg 2020, ISBN 978-3-9821890-0-0.
- Das alte Hamburg – Bilder einer vergangenen Epoche, Katalog, Artislife Press Hamburg, Hamburg 2020, ISBN 978-3-9820707-5-9.
- Der HEILIGE MARTIN oder vom Kampf der Sehnsucht und Toleranz, Katalog, Artislife Press Hamburg, Hamburg 2020, ISBN 978-3-9820707-3-5.
- Bilder, die ich nie machte, Katalog, Artislife Press Hamburg, Hamburg 2020, ISBN 978-3-9820707-4-2.
- Gewalt-Staat-Ästhetik, Katalog, Artislife Press Hamburg, Hamburg 2020, ISBN 978-3-9821890-1-7.
- SUMMA, Katalog, Artislife Press Hamburg, Hamburg 2020, ISBN 978-3-9821890-2-4.
- Mein Bakunin, Katalog, Artislife Press Hamburg, Hamburg 2019, ISBN 978-3-9820707-9-7.
- Lochschwager, Katalog, Artislife Press Hamburg, Hamburg 2019, ISBN 978-3-9820707-0-4.
- Schwule Nazis – Zur Ästhetik und Massenpsychologie des Faschismus, Katalog, Artislife Press Hamburg, Hamburg 2019, ISBN 978-3-9820707-8-0.
- Hurenherzen, Katalog, mit Essays von Undine de Rivière und Carsten Uhlig, 3. Auflage, Artislife Press Hamburg, Hamburg 2019, ISBN 978-3-9820707-6-6
- Die Videos, Katalog, Artislife Press Hamburg, Hamburg 2019, ISBN 978-3-9820707-7-3
- Hurenherzen, Katalog, mit Essays von Undine de Rivière und Carsten Uhlig, Artislife Press Hamburg, Hamburg 2016, ISBN 978-3-00-052228-4.
- Se ipsum II – Der Künstler als Täter. In: Tatort, Katalog 20. Kottwitzkeller, Hg. v. Wolfgang Scholz, Förderverein Kottwitzkeller, Hamburg 2015, 59.
- HEUTEKUNST – Neue Arbeiten, Katalog, Artislife Press Hamburg, Hamburg, 2015.
- Orte, an denen ich pisste, Katalog, Artislife Press Hamburg, Hamburg, 2015.
- Meine schönsten Erfolge – Das Beste aus 30 Jahren Kunst, Katalog, Artislife Press Hamburg, 2014.

Als Wissenschaftler:
- Kommentar zur SUMMA, Artislife Press Hamburg, Hamburg 2020, ISBN 978-3-9821890-3-1
- Heike Sauer – KunstKitsch, Artislife Press Hamburg, Hamburg 2019, ISBN 978-3-9820707-2-8
- Zwischenräume, Artislife Press Hamburg, Hamburg 2019, ISBN 978-3-9820707-1-1
- Eltern-Ratgeber Internet- und Computersucht. Abhängigkeiten erkennen und abhelfen. Artislife Press Hamburg, Hamburg 2011, ISBN 978-3-938378-77-9
- Entwicklungspotenziale virtueller Stars in einer Erlebnisgesellschaft. In: Selke, Stefan/Dittler, Ulrich (Hrsg.): Postmediale Wirklichkeiten, (Reihe „Telepolis“), Hannover 2009, 93–113, ISBN 978-3-936931-63-1
- On Non-human Personhood In: Erwägen-Wissen-Ethik, Jg. 20/2009, Heft 2, Stuttgart 2009, 231f.
- Obsessions of Passion – A Short History of Fuck Machines. Fiction and Reality in Charles Bukowski’s “Fuck Machine” Translated by Anja Franke, Artislife Press Hamburg, Hamburg 2009, ISBN 978-3-938378-70-0
- Künstliche Menschen in Romanen William Gibsons. Avatare – Künstliche Intelligenzen – Telematische Kyborge – Virtuelle Idole. Artislife Press Hamburg, Hamburg 2008, ISBN 978-3-938378-44-1
- Cyborgs `R Us. Künstliche Menschen in Philip K. Dicks “Do Androids Dream of Electric Shell?”. Artislife Press Hamburg, Hamburg 2007, ISBN 978-3-938378-27-4
- Posthumanes Menschsein. Künstliche Menschen und ihre literarischen Vorläufer in Michel Houellebecqs Roman “Elementarteilchen”. Artislife Press Hamburg, Hamburg 2007, ISBN 978-3-938378-21-2
- Voss as Epitome. The Faust Motif in Patrick White’s Novel “Voss” and the Meaning of its Title. Artislife Press Hamburg, Hamburg 2007, ISBN 978-3-938378-19-9
- Die erleuchtete Maschine – Künstliche Menschen in E.T.A. Hoffmanns “Der Sandmann”. Artislife Press Hamburg, Hamburg 2006, ISBN 978-3-938378-10-6
- Frankensteins Schöpfung – Künstliche Menschen im Romanwerk Mary Shelleys. Artislife Press Hamburg, Hamburg 2006, ISBN 978-3-938378-12-0
- Verschmolzen mit der absoluten Realitätsmaschine – Oswald Wieners “Die Verbesserung von Mitteleuropa, Roman”. Mit einem Interview mit Oswald Wiener. Artislife Press Hamburg, Hamburg 2005, ISBN 978-3-938378-08-3
- Obsessionen der Begierde. Fakt und Fiktion in Charles Bukowskis “Fuck Machine”. Artislife Press Hamburg, Hamburg 2004, ISBN 978-3-00-014703-6
- Die Geburt des Posthumanismus aus dem Geiste der Erlebnis-Gesellschaft. Künstliche Menschen in Michel Houellebecqs Roman “Elementarteilchen”. Artislife Press Hamburg, Hamburg 2004, ISBN 978-3-00-014261-1
- Menschmaschinengötter. Künstliche Menschen in Literatur und Technik. Fallstudien einer Artifizialanthropologie. (Zugl. Diss. Univ. Stuttgart). Artislife Press Hamburg, Hamburg 2004, ISBN 978-3-00-014038-9
- Das Unheimliche liegt vergessen vor der eigenen Haustür. Siegfried Hopfs Photographien zu den Cooke Barracks In: Ausstellungskatalog Siegfried Hopf – Photographien Cooke Barracks. Städtisches Museum Göppingen, Göppingen 2001, 4–12. ISBN 3-933844-34-7
- Award 1999 – Chancen und Risiken digitaler Fotografie und elektronischer Bildbearbeitung In: M – Menschen machen Medien, Vol. 49, 5–6 (Mai/Juni 2000), 34–37.